# Ruth Moon Clayton
Ruth Moon Clayton (ur. 13 czerwca 1817 w Eccleston, zm. 15 stycznia 1894 w Salt Lake City) – pierwsza żona Williama Claytona, jedna z postaci wczesnej historii ruchu świętych w dniach ostatnich (mormonów).

## Życiorys
Urodziła się w parafii Eccleston w Lancashire w Anglii jako córka Thomasa Moona oraz Lydii Plumb. 9 października 1836 w Penwortham poślubiła Williama Claytona. Po zetknięciu się z niedawno zorganizowanym Kościołem Jezusa Chrystusa Świętych w Dniach Ostatnich została ostatecznie członkiem tej wspólnoty religijnej. Ochrzczona została 4 września 1837 w rzece Ribble przez Hebera C. Kimballa. Była jedną z pierwszych osób nawróconych na mormonizm w wyniku pracy misji brytyjskiej Kościoła.
Wraz z mężem znalazła się na pokładzie North America jako członkini pierwszej zorganizowanej grupy emigrujących świętych w dniach ostatnich. Wyjechała do Stanów Zjednoczonych we wrześniu 1840, osiadła w Montrose w Iowa. W 1842 przeniosła się do Nauvoo, ówczesnego centrum ruchu świętych w dniach ostatnich. Zimą na przełomie 1846 i 1847 osiadła w Winter Quarters w dzisiejszej Nebrasce. Dołączyła do fali mormońskiej migracji na zachód, do doliny Wielkiego Jeziora Słonego dotarła 24 września 1848.
Połączona wieczyście ze swoim mężem w obrzędzie pieczętowania, podczas jednej z pierwszych w historii Kościoła ceremonii tego typu (22 lipca 1843). Włączona w skład Namaszczonego Kworum, utworzonego przez Josepha Smitha, twórcę ruchu świętych w dniach ostatnich oraz prezydenta Kościoła.
Urodziła siedmioro dzieci. Jej młodsza siostra Margaret, ochrzczona w Kościele również we wrześniu 1837, w kwietniu 1843 została pierwszą poligamiczną żoną Williama.
Zmarła w Salt Lake City.